# Larry Hama
Larry Hama (7 de junio de 1949) es un historietista, actor y músico estadounidense que se ha desempeñado en el campo del entretenimiento desde la década de 1960.

## Carrera

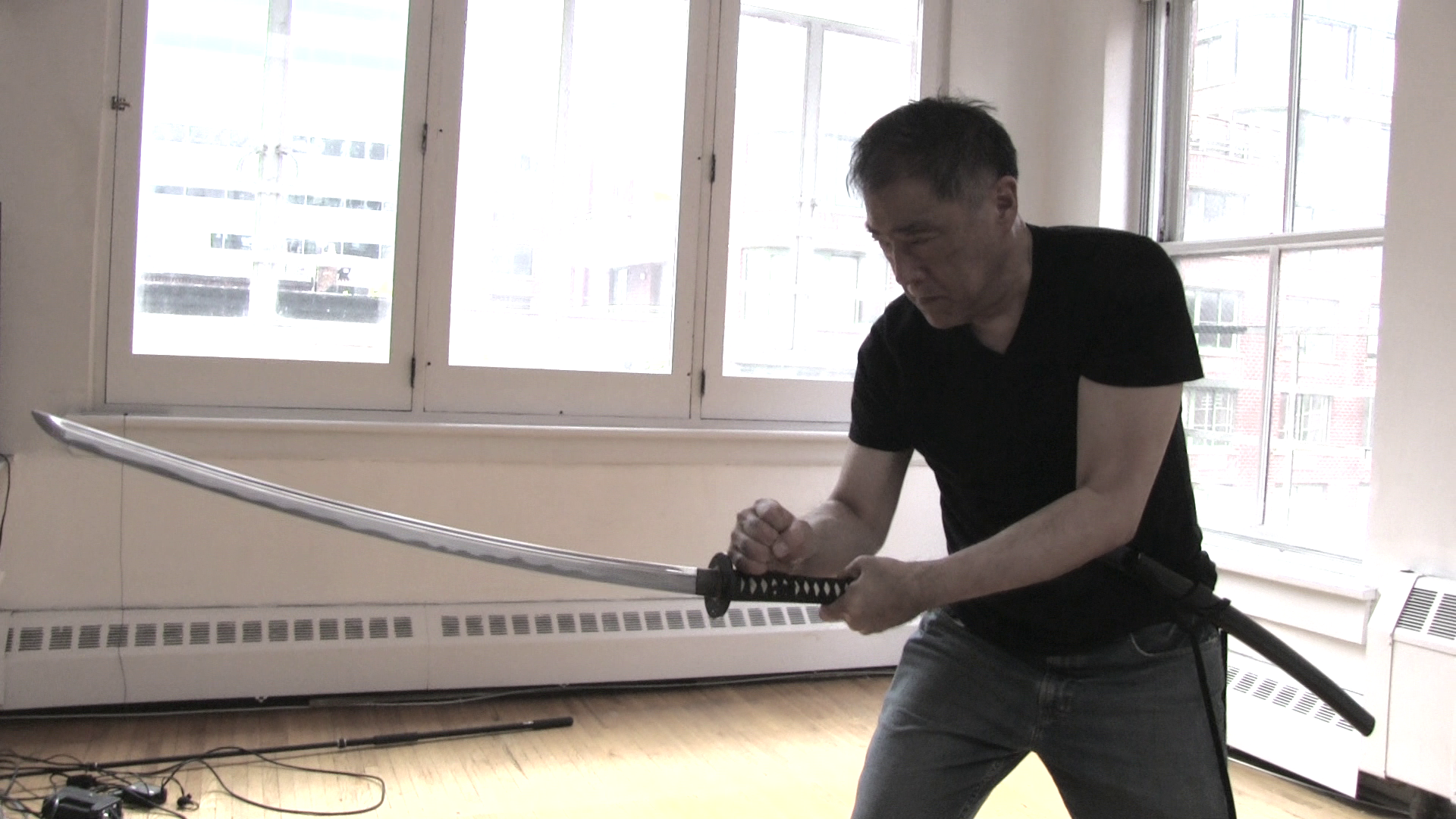
Hama usando una espada para la filmación de Ghost Source Zero

Durante la década de 1970 realizó pequeños papeles en las series de televisión M*A*S*H y Saturday Night Live, y actuó en algunas obras de teatro en Broadway.
Años más tarde empezó a desempeñarse como escritor y editor para la empresa Marvel Comics, donde escribió la series de historietas G.I. Joe: A Real American Hero, basada en la línea de figuras de acción de Hasbro. También fue escritor de otras series como Wolverine, Nth Man: The Ultimate Ninja y Elektra y escribió algunas ediciones de historietas de personajes como Conan el Bárbaro, Daredevil, El Castigador, Spider-Man y Batman. Fue el creador del personaje Bucky O'Hare.